# Jamal Bhuyan
Jamal Harris Bhuyan (født 10. april 1990) er en danskfødt bangladeshisk fodboldspiller, der spiller som midtbane.

## International karriere
Han spiller for Bangladeshs fodboldlandshold. Den 31. august 2012 fik han sin debut for A-landsholdet i en kamp imod Nepals fodboldlandshold, hvor han blev den første spiller, der debuterede på A-landsholdet uden at være bosiddende i landet.